# Viktoria Modesta

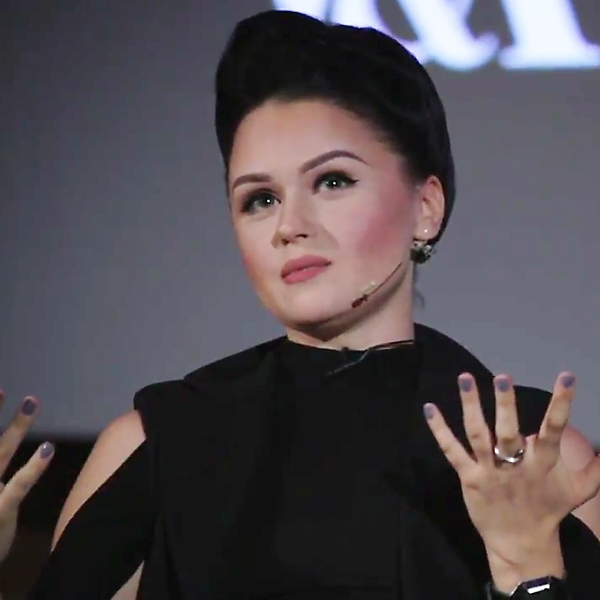
Modesta

Viktoria Modesta Moskalova (Daugavpils, 25 de febrer de 1988) és una cantant, compositora i model britànica. A causa d'una negligència mèdica en el moment del seu naixement, Moskalova va passar la major part de la seva infància als hospitals. Aquest accident va donar lloc a un llarg problema amb la seva cama esquerra. El 2007, va tenir una amputació voluntària per sota del genoll de la cama per millorar la seva mobilitat i salvaguardar la seva salut futura. És coneguda per haver desfilat com a model, carrera que va començar als quinze anys. Ha aparegut en portades de revistes de subcultura, com Bizarre i Skin Two. El seu retrat nu fet per James Stroud va ser exhibit a la National Portrait Gallery. El 28 de maig de 2012 Moskalova va llançar un disc musical en solitari: "Only You".